# Deanwood (Metro de Washington)
Deanwood es una estación en la línea Naranja del Metro de Washington, administrada por la Autoridad de Tránsito del Área Metropolitana de Washington. La estación se encuentra localizada en 4720 Minnesota Avenue NE en Washington D. C.. La estación Deanwood fue inaugurada el 20 de noviembre de 1978.

## Descripción
La estación Deanwood cuenta con 1 plataforma central. La estación también cuenta con 6 espacios para bicicletas.

## Conexiones
La estación es abastecida por las siguientes conexiones de autobuses: 
- Rutas del MetroBus